# Distretto di Hluchiv
Distretto di  Hluchiv (in ucraino Глухівський район?, Hluchivs'kyj rajon) è un distretto nell'oblast' di Sumy nell'Ucraina centrale. Il centro amministrativo del distretto è la città di Hluchiv. Popolazione complessiva 21.456 (2019)